# Allocosa hasselti
Allocosa hasselti este o specie de păianjeni din genul Allocosa, familia Lycosidae. A fost descrisă pentru prima dată de L. Koch, 1877. Conform Catalogue of Life specia Allocosa hasselti nu are subspecii cunoscute.